# Huntington (Vermont)
Huntington és una població dels Estats Units a l'estat de Vermont. Segons el cens del 2000 tenia 1.861 habitants.

## Demografia
Segons el cens del 2000, Huntington tenia 1.861 habitants, 692 habitatges, i 512 famílies. La densitat de població era de 18,8 habitants per km².
Dels 692 habitatges en un 40% hi vivien nens de menys de 18 anys, en un 65% hi vivien parelles casades, en un 5,9% dones solteres, i en un 26% no eren unitats familiars. En el 16,9% dels habitatges hi vivien persones soles el 3,8% de les quals corresponia a persones de 65 anys o més que vivien soles. El nombre mitjà de persones vivint en cada habitatge era de 2,68 i el nombre mitjà de persones que vivien en cada família era de 3,09.
Per edats la població es repartia de la següent manera: un 28,3% tenia menys de 18 anys, un 4,6% entre 18 i 24, un 37% entre 25 i 44, un 24,7% de 45 a 60 i un 5,4% 65 anys o més.
L'edat mediana era de 37 anys. Per cada 100 dones de 18 o més anys hi havia 99,4 homes.
La renda mediana per habitatge era de 49.559 $ i la renda mediana per família de 52.269 $. Els homes tenien una renda mediana de 32.794 $ mentre que les dones 26.420 $. La renda per capita de la població era de 20.402 $. Entorn del 5,1% de les famílies i el 6% de la població estaven per davall del llindar de pobresa.